# Дроздик світлоокий
Дроздик світлоокий (Turdus leucops) — вид горобцеподібних птахів родини дроздових (Turdidae). Мешкає в Андах та на Гвіанському нагір'ї. Раніше цей вид відносили до роду Дроздик (Platycichla), однак за результатами дослідження морфології його було переведено до роду Дрізд (Turdus).

## Опис
Довжина птаха становить 21 см. Самці мають повністю чорне забарвлення, очі у них світлі, дзьоб і лапи оранжеві. Самиці переважно бурі, на нижній частині тіла у них світла пляма, кільця навколо очей відсутні, дзьоб темний.

## Поширення і екологія
Світлоокі дрозики мешкають в Андах на території Венесуели, Колумбії, Еквадорі, Перу і Болівії, в гірському масиві Сьєрра-Невада-де-Санта-Марта на півночі Колумбії та на схилах тепуїв на півдні Венесуели і в сухідніх районах західної Гаяни і північної Бразилії. Вони живуть у вологих гірських тропічних лісах. Зустрічаються на висоті від 900 до 2100 м над рівнем моря.